# Кастильони, Луиджи
Луи́джи Го́мес Кастильо́ни (итал. Luigi Gomes Castiglioni; 1757—1832) — итальянский ботаник, путешественник и политический деятель.

## Биография
Луиджи Кастильони родился 3 октября 1757 года в Милане в семье Оттавио Кастильони и Терезы Верри. Учился в Лонгонском колледже варнавитов, который окончил в 1776 году. В 1784 году Луиджи отправился учиться во Францию, затем — в Англию.
В апреле 1785 года Кастильони отправился на корабле в Бостон. В последующие два года он объездил все свежеобразованные Соединённые Штаты Америки, побывал во многих частях Канады. В Америке Кастильони познакомился с такими людьми, как Джордж Вашингтон и Бенджамин Франклин. В 1787 году через Португалию, Испанию и Францию Кастильони вернулся в Милан. В 1790 году он издал двухтомную работу о своих путешествиях по Северной Америки.
В 1796 году во время Французского прихода в Италию Кастильони был арестован и выслан в Ниццу. Однако уже в ноябре 1797 года он был назначен Наполеоном консулом в Цизальпинской республике. В 1807 году Кастильони стал директором Королевский типографии и президентом Академии изобразительного искусства в Милане. В 1809 году Луиджи Гомес стал членом Охранительного сената. В 1810 году Наполеон даровал Кастильони титул графа.
После падения империи Наполеона Кастильони в 1816 году добился подтверждения титула графа, в 1820 году стал казначеем. До своей смерти Кастильони был президентом Брерской академии и членом Ломбардского института. 22 апреля 1832 года Луиджи Гомес Кастильони скончался в Милане.

## Научные работы
- Castiglioni, L. (1790). Viaggio negli Stati Uniti dell' America settentrionale. 2 vols.

## Роды растений, названные в честь Л. Кастильони
- Castiglionia Ruiz & Pav., 1794, nom. superfl. [syn.  Jatropha L., 1753, nom. cons.]